# Paulo Mendes
Paulo Mendes Graça Gomes (Rio de Janeiro, 2 de junho de 2004) é um ator, dublador e cantor brasileiro. Sua carreira artística despontou como o intérprete de Rogério, um dos antagonistas da série Os Outros.

## Biografia e carreira
Natural da cidade do Rio de Janeiro, filho de um comerciante e uma esteticista, ainda criança demonstrava interesse por dublagens, ingressando em seu primeiro curso aos 10 anos.

### Como dublador
Deu início à carreira artística em 2017, como dublador de filmes e séries, que começou com as três temporadas de Shadowhunters, entre 2016 e 2019, até assumir o interesse pelo teatro e dar início à sua formação no Instituto Artístico Brasileiro – IAB aos 16 anos.
Desde então esteve presente numa série de montagens até ingressar no espetáculo All Together Now, do Music Theatre International de Nova York, que naquele momento investia numa retomada cultural pós pandemia com grupos de teatro ao redor do mundo, promovendo transmissões online via YouTube em novembro de 2021. No mesmo ano perde o pai, vítima fatal de um AVC.
No ano seguinte protagonizou Death Note – O Musical, no Teatro Clara Nunes, em curta temporada durante o mês de julho. Na sequência veio o convite para integrar o elenco de Geração Glee – O Musical, do ator e diretor britânico Martin Rodrigues Callaghan, do qual foi destaque, garantindo uma bolsa de estudos para especialização em Teatro Musical pela Escola de Artes Faz Assim, em Londres, em outubro de 2022.

### Como ator
Paulo Mendes começou a gravar as cenas de Rogério para a temporada de Os Outros, no Globoplay, no primeiro semestre de 2022, quando ainda contava com 17 anos, declarando mais tarde ter se inspirado em Steve O’Connor Després, personagem originalmente protagonizado por Antoine Olivier Pilon no filme Mommy (2014), do diretor Xavier Dolan.
Com diferença de quase um ano nas gravações, interpretou o noviço Luís Evaristo na telenovela Amor Perfeito, que estreou na TV aberta no mês anterior à liberação de Os Outros para o streaming, tornando-se um fenômeno de audiência em duas produções distintas. Luís é o caçula do prefeito Anselmo e de sua esposa Cândida, que desenvolve uma relação complicada com o filho por causa de sua fé.
Em 20 de outubro de 2023 foi anunciado pela HBO e Floresta Produções como parte integrante do elenco da telenovela Dona Beja devido a seu desempenho em Os Outros, dando início às gravações no fim daquele ano. Contudo uma série de imprevistos envolvendo a crise nos bastidores adiou a estreia para 2025. Na trama interpreta o personagem Vicente, neto do juiz Alfredo Costa Pinto (Otavio Muller) e de Augusta (Kelzy Ecard), mãe de Carminha (Catharina Caiado), que volta grávida da Corte e não revela o paradeiro de seu pai.
Em 15 de maio de 2024 foi noticiada pela imprensa a sua escalação para Mania de Você, trama de João Emanuel Carneiro substituta de Renascer, onde interpreta o personagem Tomás, fruto da relação de Ísis (Mariana Ximenes) com o jardineiro Guga (Allan Souza Lima), amante da patroa e o verdadeiro pai do filho dela, sem que o marido e o resto da família saiba. Tomás, após uma série de desencontros, firma par romântico com a funkeira Evelyn, interpretado pela atriz Gi Fernandes, com quem Paulo já havia contracenado em Os Outros.
Em 10 de setembro de 2024 estreou no curta-metragem Pequenos Traficantes Brancos, com Flora Camolese e Gabriel Terra, sob a direção de José Pedro Diegues Bial, neto do diretor Cacá Diegues, indicado à categoria Première Brasil: Novos Rumos, no Festival do Rio, durante a seleção oficial para a competição e hors concours.

### Como cantor
Atualmente é vocalista da Banda Irmões, composta pelos integrantes Patrick Salerno, Rodrigo Ribeiro, Arthur Salerno, Luiz Gustavo Lopes e Gustavo Daniel, que apresenta desde 2022 o projeto de música e poesia "Brasil: Minha Raiz", onde canta e toca guitarra.

## Filmografia

### Televisão
| Ano  | Título        | Personagem               | Emissora  |
| ---- | ------------- | ------------------------ | --------- |
| 2023 | Os Outros     | Rogério Nunes            | Globoplay |
| 2023 | Amor Perfeito | Luís Carneiro Evaristo   | TV Globo  |
| 2024 | Mania de Você | Tomás Pereira Cavalcanti | TV Globo  |
| 2025 | Três Graças   | Raul Melo Dantas         | TV Globo  |
| 2026 | Dona Beja     | Vicente                  | Max       |

### Cinema
| Ano  | Título                       | Personagem | Direção   |
| ---- | ---------------------------- | ---------- | --------- |
| 2024 | Pequenos Traficantes Brancos | Bento      | José Bial |

## Teatro
| Ano  | Título                       |
| ---- | ---------------------------- |
| 2017 | Hairspray - Em Busca da Fama |
| 2018 | A Bela e a Fera              |
| 2021 | All Together Now             |
| 2022 | Death Note                   |
| 2022 | Geração Glee                 |

## Dublagem

### Filmes
| Ano  | Título                   | Personagem              | Ator              | Produtora             |
| ---- | ------------------------ | ----------------------- | ----------------- | --------------------- |
| 2017 | Extraordinário           | Henry Joplin            | James A Hughes    | Lionsgate             |
| 2018 | O Pacote                 | Aiden                   | Chance Hurstfield | Red Hour Films        |
| 2018 | Aquaman                  | Vozes adicionais        | Vozes adicionais  | Warner Bros. Pictures |
| 2019 | Rocketman                | Older Reggie            | Kit Connor        | Paramount Pictures    |
| 2020 | Todas as Sardas do Mundo | Manuel "Tarolas" Angulo | Emiliano Castro   | Panorama Global       |
| 2021 | Halloween Kills          | Dennis                  | J. Gaven Wilde    | Miramax               |
| 2021 | Querido Evan Hansen      | Vozes adicionais        | Vozes adicionais  | Universal Pictures    |
| 2022 | Metal Lords              | Hunter Sylvester        | Adrian Greensmith | Bighead Littlehead    |
| 2022 | Um Marido Fiel           | Johan                   | Milo Campanale    | Netflix               |
| 2023 | Os Fabelmans             | Sammy Fabelman          | Gabriel LaBelle   | Amblin Entertainment  |
| 2023 | A Freira 2               | Vozes adicionais        | Vozes adicionais  | New Line Cinema       |

### Séries e novelas
| Ano  | Título                       | Personagem                            | Ator               | Produtora          |
| ---- | ---------------------------- | ------------------------------------- | ------------------ | ------------------ |
| 2016 | Shadowhunters                | Jonathan Christopher "Jace" Herondale | Tomaso Sanelli     | Constantin Film    |
| 2016 | Vino el amor                 | Bobby Robles Palacios                 | Emilio Beltrán     | Las Estrellas      |
| 2019 | Pokémon Journeys: the Series | Mayshure                              | Tatsuki Kobe       | OLM, Inc.          |
| 2020 | A Matilha                    | Gonzalo Fernández                     | Clemente Rodríguez | Amazon Prime Video |
| 2021 | Invasão                      | Montgomery 'Monty' Cuttermill         | Paddy Holland      | Apple Studios      |
| 2021 | Dr. Brain                    | Vozes adicionais                      | Vozes adicionais   | Apple TV+          |
| 2022 | D1ÁR10S                      | Roby                                  | Gabriele Taurisano | Stand by Me        |
| 2023 | A Máquina do Destino         | Luke                                  | Nicholas Stargel   | Studio Dragon      |